# 진부역
진부(오대산)역(Jinbu(Odaesan) station, 珍富(五臺山)驛)은 강원특별자치도 평창군 진부면 송정리에 위치한 경강선의 철도역이다.
2017년 12월 22일에 개통하였다. 평창 올림픽 스타디움과 알펜시아올림픽센터(스키점프/바이애슬론/크로스컨트리)와 가까운 역이며 평창 올림픽 스타디움과 알펜시아 올림픽 센터와는 수호랑로로 명명된 왕복 2차로 도로와 연결되어있다.
진부시외버스터미널이 있는 진부면 면소재지와는 약 2km정도 떨어져있다. 역 앞의 진부로를 이용하면 영동고속도로 진부IC로 바로 갈 수 있다.
평창 올림픽이 끝난 후에는 부역명처럼 오대산국립공원이 버스로 20분 정도의 거리에 위치해있어 탐방객의 수요를 담당하고있다.

## 연혁
- 2017년 6월 29일 : 철도거리표 고시[1]
- 2017년 12월 22일 : 경강선 개통과 함께 영업 개시

## 승강장
2면 4선의 쌍섬식 승강장으로, 경강선 역들 중 유일하게 20량 대응이 가능하도록 설계되었다.
| ↑ 평창                          |
| ４３ \| ２１ \|                 |
| 강릉(강릉선) ↓/정동진(영동선) ↓ |

| 1·2 | 강릉선 KTX | 강릉 · 정동진 · 동해 방면        |
| 3·4 | 강릉선 KTX | 평창 · 청량리 · 서울 · 행신 방면 |

## 인접한 역
| 경강선          | 경강선     | 경강선           |
| --------------- | ---------- | ---------------- |
| 평창 행신 방면  | KTX 경강선 | 강릉 방면        |
| 경강선 · 영동선 |            |                  |
| 평창 서울 방면  | KTX 영동선 | 정동진 동해 방면 |